# Nauplios fils de Poséidon
Pour les articles homonymes, voir Nauplios.
Nauplios est le fils de Poséïdon et de la Danaïde Amymone. Il passe pour le fondateur de la ville de Nauplie, en Grèce. Il est parfois confondu avec Nauplios fils de Clytonée (roi d’Eubée qui participa à l’expédition des Argonautes). 

## Étymologie
Nauplios, en grec ancien Ἀμφίμαρος est composé de nautos qui signifie « marin, amariné » et de plios qui signifie « bateau, embarcation ». Nauplios signifie donc « navire tenant bien la mer ».

## Évocation moderne
Au XIXe siècle, Nauplios a également donné son nom à un stade larvaire planctonique des crustacés.